# USS Kentucky (BB-66)
O USS Kentucky foi um couraçado planejado para a Marinha dos Estados Unidos e a sexta e última embarcação da Classe Iowa, depois do USS Iowa, USS New Jersey, USS Missouri, USS Wisconsin e USS Illinois. Sua construção começou em março de 1942 no Estaleiro Naval de Norfolk, originalmente encomendado para suprir a demanda dos Estados Unidos por couraçados rápidos para escoltar sua força de porta-aviões durante a Segunda Guerra Mundial.
Sua construção foi suspensa durante a guerra e depois retomada, estando ainda incompleto ao final do conflito em 1945. As obras foram novamente suspensas em 1946 para serem retomadas em 1948, porém prosseguiram em ritmo lento até serem abandonadas em definitivo em 1950. Propostas para converter seu casco para outros usos foram levantadas diversas vezes, mas nunca levadas adiante. O incompleto Kentucky acabou desmontado como sucata em 1959.

## Antecedentes
A Classe Iowa foi projetada no final da década de 1930 em resposta às expectativas da Marinha dos Estados Unidos de uma guerra contra o Japão. Oficiais norte-americanos tradicionalmente preferiam couraçados lentos e muito bem armados e protegidos, porém os planejadores da marinha determinaram que uma frota assim teria dificuldades em trazer a frota japonesa mais rápida para uma batalha, especialmente os cruzadores de batalha da Classe Kongō e os porta-aviões da 1ª Frota Aérea. Estudos de projeto preparados durante o desenvolvimento das Classes North Carolina e South Dakota demonstraram a dificuldade para se resolver os desejos de oficiais e planejadores dentro dos limites de deslocamento do sistema do Tratado Naval de Washington. A chamada "cláusula do escalonamento" do Segundo Tratado Naval de Londres de 1936 permitia um aumento de deslocamento padrão de 36 mil toneladas para 46 mil toneladas caso qualquer país signatário se recusasse a ratificar o tratado, algo que o Japão não tinha feito.
O navio que se tornaria o Kentucky foi originalmente concebido como o segundo couraçado da Classe Montana. Entretanto, a necessidade de adotar uma mobilização industrial diante da ameaça de guerra fez a marinha colocar o projeto da Classe Montana em espera. Um programa de construção naval emergencial foi aprovado em 19 de julho de 1940, fazendo com que Kentucky se transformasse em uma unidade da Classe Iowa com o objetivo de economizar tempo de construção. O projeto da Classe Iowa também era mais rápido do que a Classe Montana, fazendo-os navios mais adequados para escolta e defesa antiaérea adicional dos porta-aviões da Classe Essex.

## Características

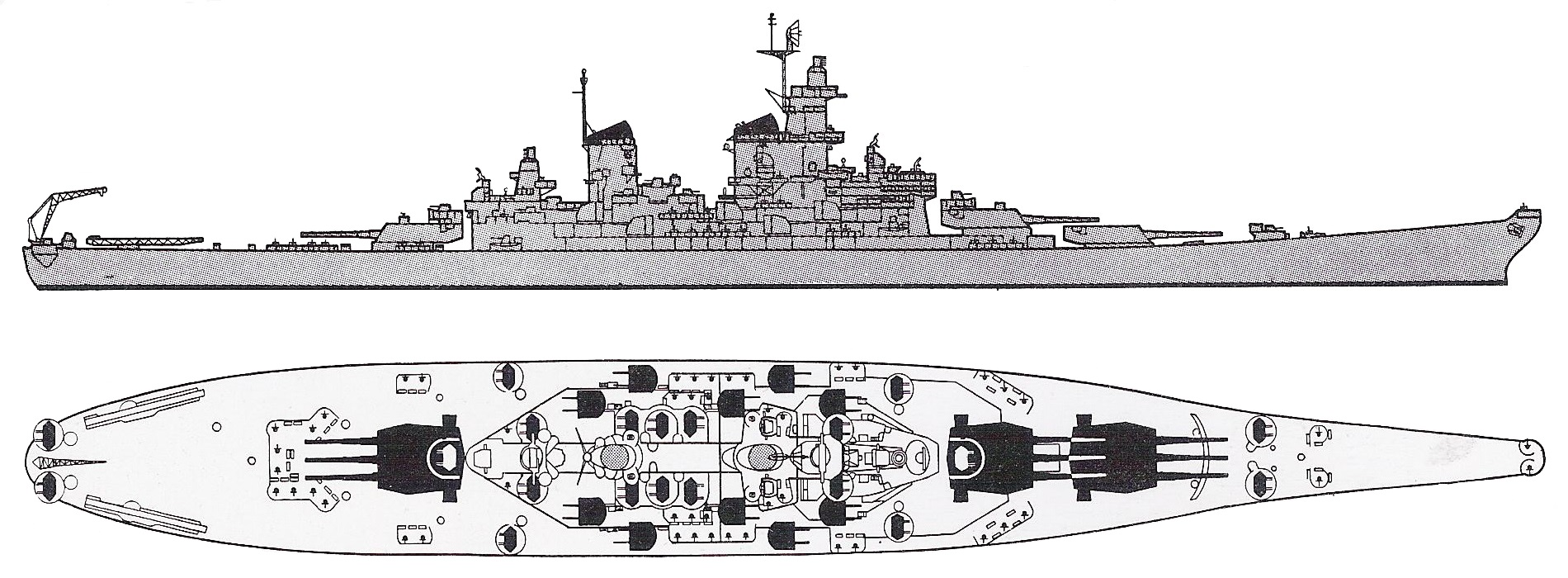
Desenho da Classe Iowa

O Kentucky teria 270,4 metros de comprimento, boca de 32,9 metros, calado de 11,5 metros e um deslocamento carregado de 58 460 toneladas. Seu sistema de propulsão seria de oito caldeiras Babcock & Wilcox a óleo combustível que impulsionariam quatro turbinas a vapor General Electric, cada uma girando uma hélice. Este sistema tinha uma potência indicada de 214,9 mil cavalos-vapor (158 mil quilowatts) para uma velocidade máxima de 32,5 nós (60,2 quilômetros por hora). Sua autonomia seria de quinze mil milhas náuticas (28 mil quilômetros) a quinze nós (28 quilômetros por hora). Foi projetado para uma tripulação de 117 oficiais e 1 804 marinheiros. Também teria duas catapultas de aeronaves no convés da popa e um guindaste para operar até três hidroaviões Vought OS2U Kingfisher.
A bateria principal consistiria em nove canhões Marco 7 calibre 50 de 406 milímetros montados em três torres de artilharia triplas, duas na frente da superestrutura, com a segunda torre sobreposta à primeira, enquanto a terceira ficaria na popa. Seu armamento secundário teria vinte canhões de duplo-propósito calibre 38 de 127 milímetros montados em dez torres de artilharia duplas, instaladas cinco de cada lado da superestrutura. Seu armamento antiaéreo teria oitenta canhões Bofors de 40 milímetros em vinte montagens quádruplas e 49 canhões Oerlikon de 20 milímetros em montagens únicas. O cinturão de blindagem teria 307 milímetros, enquanto o convés seria protegido por uma blindagem entre 38 e 152 milímetros. A cidadela blindada seria fechada por anteparas transversais de 330 a 368 milímetros de espessura. As torres de artilharia teriam frentes de 495 milímetros e laterais de 241 milímetros, ficando em cima de barbetas com espessura entre 295 a 439 milímetros. A torre de comando seria protegida por laterais de 439 milímetros.

## Construção

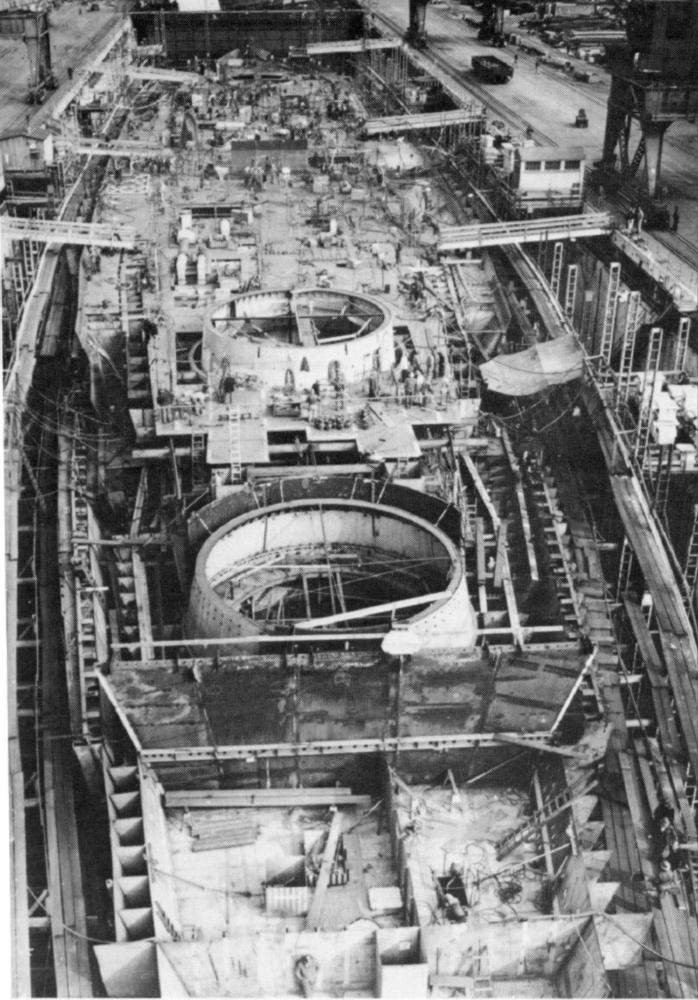
O Kentucky em construção em 4 de fevereiro de 1946

O sistema anti-torpedo da Classe Iowa era praticamente idêntico ao da predecessora Classe South Dakota, assim foi proposto que o casco do Kentucky fosse reprojetado para ter um maior grau de proteção subaquática. O projeto original tinha que cada lateral era protegida por dois tanques montados fora do cinturão principal de blindagem e separados por uma antepara. Foi inicialmente planejado que os tanques ficassem vazios, mas na prática eram preenchidos por água ou óleo combustível. O cinturão diminuía para uma espessura de 101 milímetros abaixo da linha d'água, com um espaço vazio atrás e então outra antepara. A intenção era que o casco externo detonasse o torpedo e os dois tanques absorvessem o choque, com estilhaços ou destroços sendo contidos pelo cinturão e o espaço vazio atrás. Entretanto, foi descoberto em 1939 que esse sistema era menos eficiente do que sistemas anteriores pelo excesso de rigidez na parte inferior do cinturão, o que causava vazamentos para compartimentos adjacentes. Assim o sistema do Kentucky foi alterado ao se eliminar certas juntas que seguravam as anteparas, o que estimou-se que iria proporcionar uma melhora de vinte por cento na defesa anti-torpedo ao mesmo tempo que reduziria inundações.
O batimento de quilha do Kentucky ocorreu em 7 de março de 1942 no Estaleiro Naval de Norfolk em Portsmouth, na Virgínia. Entretanto, os trabalhos foram suspensos em junho do mesmo ano e o pouco que tinha sido construído até então foi lançado no dia 10 para liberar espaço para a construção de navios de desembarque de tanques. Os trabalhos de construção foram retomados em 6 de dezembro de 1944, quando a estrutura da quilha foi levada para uma doca seca. As obras no couraçado prosseguiram em ritmo lento e foi estimado que ele ficaria pronto no terceiro trimestre de 1946. Foi recomendado em dezembro de 1945 que a embarcação fosse finalizada como um couraçado de mísseis guiados, com a construção sendo suspensa em agosto de 1946 enquanto isso era considerado. As obras foram retomadas mais uma vez em 17 de agosto de 1948 sem que qualquer decisão sobre seu projeto final tivesse sido tomada. A construção prosseguiu até 20 de janeiro de 1950, quando foi decidido paralisar os trabalhos. Ele foi flutuado para fora de sua doca no mesmo dia a fim de liberar espaço para seu irmão USS Missouri, que precisava passar por reparos depois de ter encalhado.

## Conversões

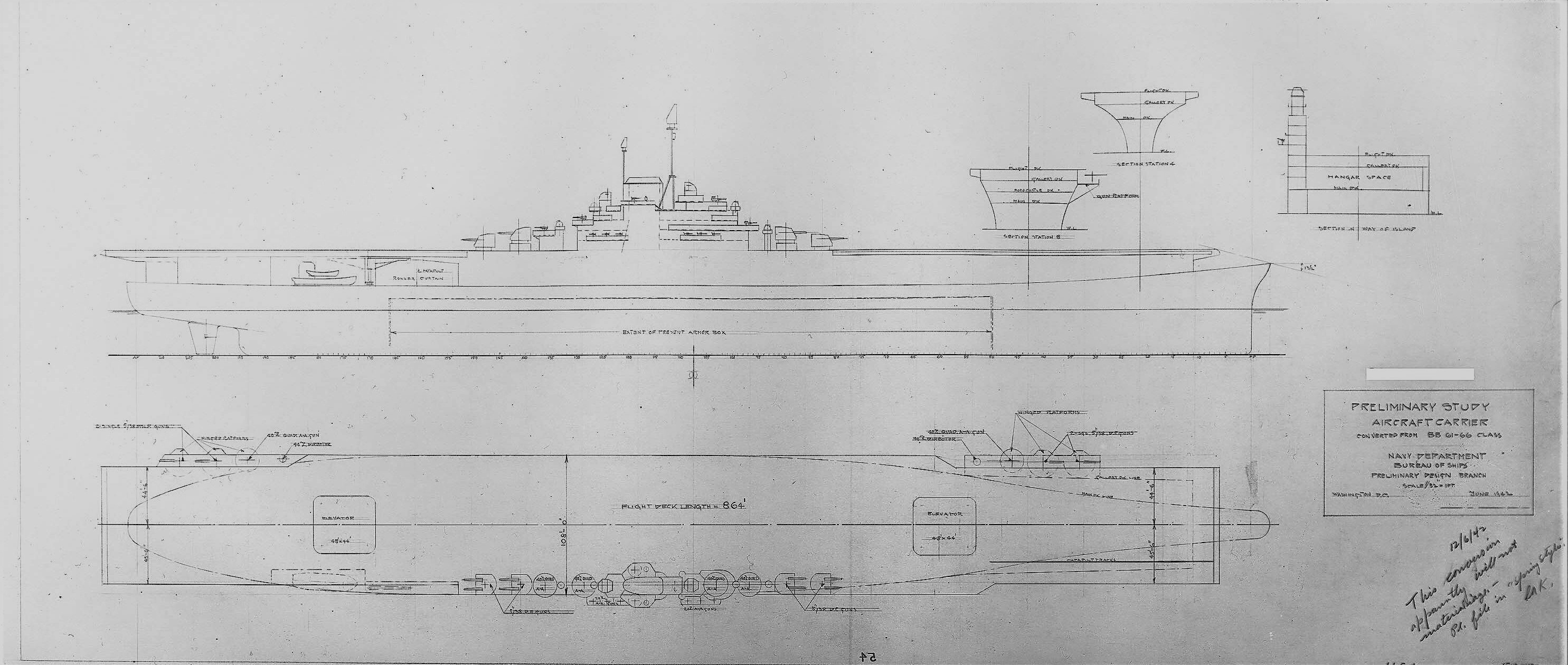
Projeto de conversão da Classe Iowa para porta-aviões

Uma proposta de conversão do Kentucky para um porta-aviões foi considerada enquanto sua construção estava suspensa na Segunda Guerra Mundial, após as Batalhas do Mar de Coral e Midway. Sua superestrutura original e armamentos seriam removidos e ele receberia um convés de voo com 263 metros de comprimento e 33 de largura, tendo um armamento antiaéreo idêntico ao da Classe Essex: oito canhões de 127 milímetros em quatro torres de artilharia duplas, outros quatro canhões de 127 milímetros em montagens únicas e 24 canhões Bofors de 40 milímetros em seis montagens quádruplas. A ideia foi abandonada depois de se chegar a conclusão de que a embarcação convertida carregaria menos aeronaves do que a Classe Essex, que mais porta-aviões da Classe Essex poderiam ser construídos no mesmo período e que a conversão seria consideravelmente mais cara do que um porta-aviões novo. Foi decidido então na época que o Kentucky seria finalizado como um couraçado, mas sua construção foi deixada como uma prioridade baixa.
Propostas de conversão do Kentucky para um navio de mísseis guiados começaram a ser discutidos em 1946. Avanços na tecnologia de mísseis guiados no início da década de 1950 levaram a uma proposta para criar um navio de guerra armado com canhões e mísseis, fazendo o Kentucky ser escolhido para conversão como um couraçado de mísseis guiados. Esta proposta era relativamente conservadora e envolveria a instalação de dois lançadores duplos de mísseis terra-ar RIM-2 Terrier no convés da popa, duas antenas para um radar de interceptação AN/APG-55 e um radar de varredura aérea AN/SPS-2B. O couraçado estava aproximadamente 73% completo na época, tendo sido construído até o segundo convés, assim a instalação de mísseis e eletrônicos associados envolveria apenas a adição dos equipamentos necessários sem precisar reconstruir a embarcação. O projeto foi autorizado em meados de 1954 e o Kentucky foi renumerado de BB-66 para BBG-1, com a estimativa de finalização sendo 1956. Entretanto, o projeto foi logo cancelado, com as ideias de conversão sendo implementadas em menor escala em cruzadores pesados da Classe Baltimore, que tornaram-se a Classe Boston.
Outro projeto foi discutido em 1956 e envolveria a instalação de dois lançadores para mísseis balísticos nucleares UGM-27 Polaris com capacidade para dezesseis destas armas. Também foram propostos oito lançadores de mísseis terra-ar RIM-8 Talos com carregamento de oitenta mísseis por lançador e doze lançadores de mísseis terra-ar RIM-24 Tartar com 504 mísseis. Uma estimativa tinha o navio sendo finalizado em julho de 1961, porém os elevados custos de conversão fizeram a marinha abandonar o projeto.

## Destino

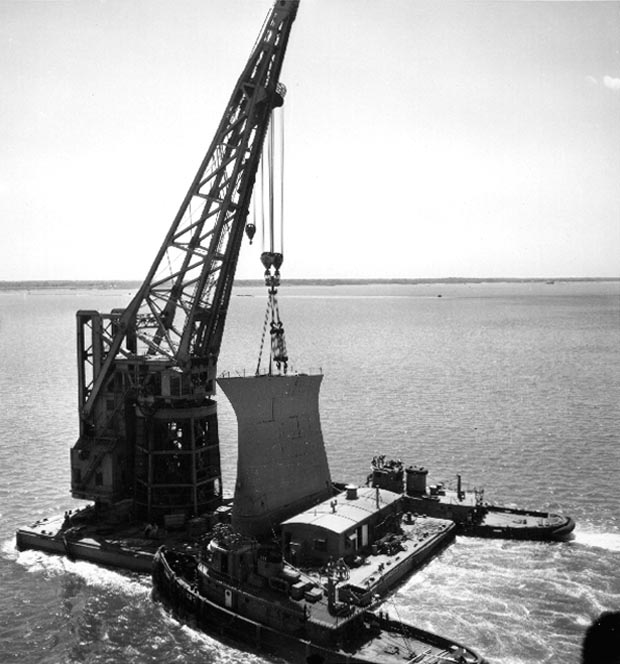
A proa do Kentucky sendo transportada em maio ou junho de 1956 para reparar o Wisconsin

O Kentucky nunca foi finalizado e acabou sendo usado como fonte de peças sobressalentes para outros navios entre 1950 e 1958 enquanto era mantido na frota de reserva no Estaleiro Naval da Filadélfia. O Furacão Hazel passou pela área em 15 de outubro de 1954, fazendo o casco se soltar de suas amarras e ficar à deriva até encalhar no rio Delaware. Sua proa foi removida em 1956 e usada nos reparos de seu irmão USS Wisconsin, que tinha sido danificado em uma colisão com um contratorpedeiro em maio. O deputado federal William Natcher do Kentucky tentou bloquear a venda da embarcação em agosto de 1957 ao se opor ao projeto de lei para tal. O Kentucky mesmo assim foi removido do registro naval em 9 de junho de 1958 e seu casco incompleto foi vendido em 31 de outubro como sucata para a Boston Metals Company de Baltimore, em Maryland. Foi rebocado para Baltimore em fevereiro de 1959 e desmontado.
Quatro de suas caldeiras que funcionavam a seiscentos psi e uma turbina a vapor foram instaladas nos navios de apoio de combate rápido USS Sacramento e USS Camden, da Classe Sacramento. A Marinha dos Estados Unidos acabou passando a usar caldeiras de 1,2 mil psi em suas novas embarcações pouco depois, com ex-tripulantes do Sacramento e Camden proporcionando as experiências necessárias para operar as antigas caldeiras de baixa pressão no USS New Jersey durante a Guerra do Vietnã e depois para todos os quatro membros da Classe Iowa quando estes foram reativados e modernizados na década de 1980. Duas portas de mogno de 68 quilogramas cada que tinham sido doadas pelo estado do Kentucky enquanto o couraçado ainda estava em construção acabaram sendo usadas em um clube de oficiais da marinha em Nova Iorque, mas foram transferidas em janeiro de 1994 para a Sociedade Histórica do Kentucky.